# آخرین پایمرد (فیلم ۱۹۸۷)
آخرین پایمرد (به انگلیسی: Last Man Standing) یک فیلم اکشن/ترسناک آمریکایی به کارگردانی دامیان لی محصول سال ۱۹۸۷ است.

## بازیگران
- ورنون ولز در نقش رو مارکوس
- ویلیام ساندرسون در نقش کاسپر
- مایکل کوپمن در نقش ناپلئون
- سونجا بیلیو در نقش چارلی
- فرانک مور در نقش تنی
- رئال اندروز در نقش تیغ
- پیت دمپستر در نقش کانن
- فرانکو کولومبو در نقش باتی
- دنی برنز در نقش گاس
- جرج چوالو در نقش مکس
- دامیان لی در نقش سالی
- دیو شالر به عنوان پچ
- کیم کوتس در نقش آقای ریگان
- لولیتا داویدوویچ در نقش گروپی (در نقش لولیتا دیوید)[۱]